# Experience 7
Experience 7 was een Guadeloupische kadansband die werd opgericht in de midden jaren '70. De band werd geleid door Guy Houllier en Yves Honoré. Hun muziek combineerde verschillende stijlen van Caraïbische muziek, waaronder biguine, cadence-lypso en kadans/compas.

## Geschiedenis
De oprichting van de band was is 1976, met de groepsleden: Guy Houllier (zang), Yves Honoré (gitaar), en andere muzikanten zoals S.-A. Valmond en Tony Valmond. Ze hebben verschillende hits gehad, waaronder Whilfried en Vivre pour toi in de jaren '70, en Roro en Goudjoua in de jaren '80. De band heeft ook een album genaamd Carnival uitgebracht in 1983, wat een grote hit werd.
In 1995, na het uiteenvallen van Zouk Machine, keerden ze terug met albums zoals Zouk N'Love en Sirena.

## Hits
- Whilfried (1976)
- Vivre pour toi (1977)
- Isabelle (1978)
- Roro (1985)
- Goudjoua (1987)
- Sois belle (1990)
- Zouk N'Love (1996)
- Sirena (1997)
- Extreme tendresse (1998)

## Albums
- 1976: Experimental Whilfried
- 1977: Vivre pour toi
- 1978: Osibisa
- 1979: Adieu Carmélina
- 1980: Banzaï
- 1981: Siw Bizwen Milyon
- 1983: Je reviendrais
- 1984: Tendrement vôtre
- 1985: Diva
- 1987: Goudjoua
- 1990: Sois belle
- 1996: Zouk N'Love
- 1997: Sirena
- 1998: Extreme tendresse
- 2001: Tendans (solo album van Guy Houllier)